# Gekion Live Coaster
Gekion Live Coaster (jap. 撃音 ライブ コースター) in Tokyo Joypolis (Minato, Tokio, Japan) ist eine Stahlachterbahn vom Modell Spinning Coaster des Herstellers Gerstlauer Amusement Rides, die am 14. Juli 2012 als Veil of Dark (jap. ヴェール オブ ダーク) eröffnet wurde. Unter diesem Namen fuhr sie bis einschließlich 2016. Sie gilt als die erste Achterbahn vom Typ Spinning Coaster, die über eine Inversion verfügt. Die Bahn befand sich in einem Gebäude, zählt also auch zur Kategorie der Indoor-Coaster.
Vor dem eigentlich Achterbahnteil verfügt die Bahn über eine interaktive Themenfahrt, bei der die Fahrgäste über an den Bügeln montierten Controllern Elemente der Szenerie treffen müssen. Danach werden die Wagen per Reibrad-Abschuss auf eine Höchstgeschwindigkeit von 38 km/h beschleunigt.
Die 300 m lange Strecke erstreckt sich über eine Grundfläche von 40 m × 55 m und erreicht eine Höhe von 5 m. Außerdem wurde ein Inline-Twist verbaut.

## Wagen
Gekion Live Coaster besitzt fünf Wagen mit Platz für jeweils vier Personen (zwei Reihen à zwei Personen).